# مناشا (ویسکانسین)
مناشا، ویسکانسین  (به انگلیسی: Menasha) شهری در شهرستان کلومت وینباگو ایالت ویسکانسین است که در سال ۱۸۷۴ بنیان‌گذاری شده‌است. این شهر طبق سرشماری سال ۲۰۱۰ میلادی ۱۷٬۳۵۳ نفر جمعیت داشته‌است.